# Microcerculus
Genre
Microcerculus est un genre de passereaux de la famille des Troglodytidae. Il se trouve à l'état naturel dans le Nord de l'Amérique du Sud,, et en Amérique centrale.

## Liste des espèces
Selon la classification de référence du Congrès ornithologique international (version 8.1, 2018) :
- Microcerculus bambla (Boddaert, 1783) — Troglodyte bambla
  - Microcerculus bambla albigularis (Sclater, PL, 1858)
  - Microcerculus bambla bambla (Boddaert, 1783)
  - Microcerculus bambla caurensis von Berlepsch & Hartert, 1902
- Microcerculus marginatus (Sclater, PL, 1855) — Troglodyte siffleur
  - Microcerculus marginatus luscinia Salvin, 1866
  - Microcerculus marginatus corrasus Bangs, 1902
  - Microcerculus marginatus squamulatus Sclater, PL & Salvin, 1875
  - Microcerculus marginatus occidentalis Hellmayr, 1906
  - Microcerculus marginatus taeniatus Salvin, 1881
  - Microcerculus marginatus marginatus (Sclater, PL, 1855)
- Microcerculus philomela (Salvin, 1861) — Troglodyte philomèle, Troglodyte rossignol
- Microcerculus ustulatus Salvin& Godman, 1883 — Troglodyte flûtiste
  - Microcerculus ustulatus duidae Chapman, 1929
  - Microcerculus ustulatus lunatipectus Zimmer, JT & Phelps, 1946
  - Microcerculus ustulatus obscurus Zimmer, JT & Phelps, 1946
  - Microcerculus ustulatus ustulatus Salvin& Godman, 1883